# Alpha Han
Alpha Han er Jokerens (Jesper Dahls) debutalbum som solist fra 2003. Albummet er produceret af Ezi-Cut og udgivet på selskabet EMI. Albummet solgte solgte over 33.000 eksemplarer.

## Trackliste
1. "Der er stadig Bartendere (Intro)"
2. "Sulten" – Feat. Styggtann
3. "Kvinde Din – Møgluder"
4. "Gigolo Jesus"
5. "Det ku' ha' været Dig"
6. "Udveje"
7. "Er det Politiet (Interlude)"
8. "Brev til en Homie"
9. "Alpha Han (Interlude)"
10. "Havnen"
11. "Livet i Krybesporet"
12. "Flamingo Fridays" – Feat. L.O.C. & Troo.L.S.
13. "Somom.Com"
14. "Hey Smukke"
15. "Tør Øjnene" – Feat. Orgie-E & Clemens
16. "Bøn fra en Player (Outro)"